# Doppelfederkrone

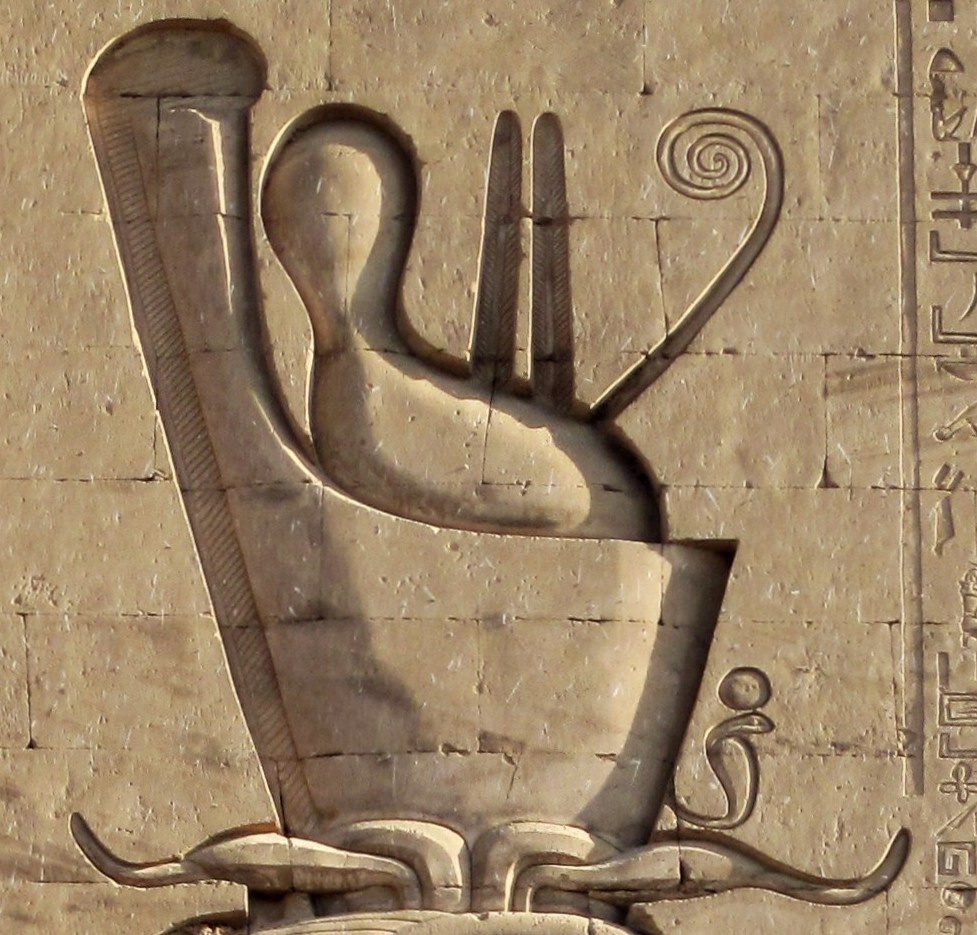
Darstellung der Doppelfederkrone auf einem Relief im Tempel von Edfu

Die Doppelfederkrone (auch Hepti-Krone) ist eine altägyptische Götterkrone, deren mythologische Wurzeln bis in das Alte Reich zurückreichen.

## Grundaufbau
Die Doppelfederkrone entspricht im Grundaufbau einer Doppelkrone. Die auf einem geraden Widdergehörn aufliegende Doppelkrone besitzt zusätzlich eine oben angebrachte Doppelfeder.
Als Ergänzung weist die Hepti-Krone eine Straußenfeder hinter der Doppelfederkrone auf. Hinzu kommt eine Sonnenscheibe über dem Widdergehörn. Die Doppelfeder symbolisierte dabei die beiden Götteraugen.

## Mythologische Verbindungen
Im Totentempel des Sahure ist die Gottheit Sopdu auf einem Relief dargestellt. Seine Federn reichen dabei bis in den Himmel, weshalb die Doppelfederkrone auch als Himmelskrone angesehen werden kann. 
Insbesondere in der griechisch-römischen Zeit spielte die Doppelfederkrone eine herausragende Rolle, da mit ihr die Kindgötter in direktem Bezug standen, die von ihren göttlichen Eltern die Doppelfederkrone erbten, um ihren Herrschaftsanspruch im Himmel zu legitimieren. Die Götter Behdeti und Hor-Behdeti bekamen in diesem Zusammenhang die Hepti-Krone überreicht, um ihren Führungsanspruch zu rechtfertigen.